# Chiến tranh du kích Rhodesia
Chiến tranh du kích Rhodesia là 1 cuộc chiến tranh du kích diễn ra ở Rhodesia (nay là Zimbabwe) giữa phe xã hội chủ nghĩa Maoxít chống lại chính quyền người da trắng của Ian Smith lãnh đạo. Diễn ra từ ngày 4 tháng 7 năm 1964 đến 12 tháng 12 năm 1979 sau thỏa thuận Lancaster House.

## Tên gọi
Rhodesian bush war là tên gọi phổ biến để tượng trưng cho 1 cuộc chiến tranh du kích nhưng có quy mô nhỏ hơn rất nhiều và các trận đánh hoặc chiến dịch chỉ diễn ra ở các khu vực nông thôn, cánh rừng hoặc không có người ở.

## Nguyên nhân
Nguyên nhân cho cuộc chiến bắt nguồn từ sự kiện Ian Smith (Thủ tướng của Rhodesia) nắm quyền ở Nam Rhodesia do ông nghĩ rằng nếu để người da đen lãnh đạo sẽ gây bất ổn cho quốc gia, điều này đã vô tình khiến đi trái với mong muốn của Vương quốc Anh là để cho dân tộc của quốc gia đó tự chủ, khiến cho người Anh cảm thấy tức giận và họ đã vận động các quốc gia khác chống lại Rhodesia.
Chủ nghĩa dân tộc châu phi cũng có thù ghét với người da trắng, đặc biệt là khi họ nắm quyền, dẫn đến sự thành lập của ZAPU và ZANU với các cánh vũ trang của họ với một mục đích là lật đổ Rhodesia và thành lập 1 quốc gia do chính họ cầm quyền, do đó họ đã nhận được sự ủng hộ và hỗ trợ từ các quốc gia trên thế giới, thậm chí Cuba và Mozambique đã từng yêu cầu tham chiến quân sự để giúp đỡ nhưng cả 2 đều từ chối.
Rhodesia cũng không đứng 1 mình trong cuộc chiến khi mà họ có sự hỗ trợ đến từ Liên hiệp Nam Phi và Israel, Bồ Đào Nha cũng hỗ trợ cho Rhodesia nhưng chỉ cho đến năm 1974 sau khi mà Mozambique độc lập và cách mạng hoa cẩm chướng. Liên hiệp Nam Phi hỗ trợ cho Rhodesia là vì họ và Rhodesia có cùng chế độ phân biệt chủng tộc, tuy nhiên Rhodesia cũng chưa bao giờ nhận được sự công nhận độc lập từ họ.

## Các phe tham chiến

### Lực lượng an ninh Rhodesia
Lực lượng an ninh của Rhodesia là 1 lực lượng thiện chiến đã từng tham chiến thế chiến thứ hai.
Họ cũng có 1 lực lượng hơn 10,000 quân thường trực (1978-1979)(khoảng 3,400 vào 1970); 15,000 quân dự bị cùng với 27,000 cảnh sát được huấn luyện kĩ càng và rất chuyên nghiệp.
Họ thể hiện sự thiện chiến và chiến thuật phản du kích hiệu quả như cách mà Hoa Kỳ sử dụng trong chiến tranh Việt Nam thông qua một số chiến dịch như: chiến dịch Gatling (Với 1 binh sĩ chết mà đã giết hơn 1,500 du kích (nguồn: wikipedia tiếng anh) với tỉ lệ 1:1500); chiến dịch Eland (không thương vong; 1,000+ du kích bị giết hoặc bị thương) hay chiến dịch Dingo (tỉ lệ 1:1500 với 2 binh sĩ chết),...
Độ tuổi yêu cầu cho việc phục vụ bao gồm: đàn ông trên 60 tuổi có thể được yêu cầu tham chiến còn ở độ tuổi dưới 35 có thể yêu cầu 6 tuần huấn luyện. Quân đội cũng nhận được sự hỗ trợ từ tình nguyện viên đến từ các nước khác như: Bồ Đào Nha, Anh quốc, Hồng Kông, Hoa Kỳ, Canada,...
Thiết bị của lực lượng an ninh giống như Bồ Đào Nha trong chiến tranh thuộc địa.